# Pierre-Henri Larcher
Pour les articles homonymes, voir Larcher.
Pierre Henri Larcher, né le 12 octobre 1726 à Dijon et mort le 22 décembre 1812 à Paris, est un helléniste et archéologue français.

## Biographie
Né à Dijon, dans une famille qui s'était illustrée dans la magistrature, Pierre-Henri Larcher était destiné au droit, mais il s'y refusa et s'enfuit à Paris pour y étudier les écrivains de l'Antiquité notamment au Collège royal de France. Vers 1748, il séjourne deux ans en Angleterre. À son retour, il engage une carrière de traducteur, du grec et de l'anglais.
Sa traduction anonyme de Chéréas et Callirhoé de Chariton d'Aphrodise, en 1763, fit reconnaître Pierre Henri Larcher comme helléniste. Il est élu, l'année suivante, à l'Académie des Sciences de Dijon, en France.
Un pamphlet, dirigé contre la Philosophie de l'histoire de Voltaire, suscita, en 1767, un intérêt considérable : c'est, au début du XXIe siècle, à ce titre surtout qu'il est connu, car Voltaire ne lui épargna pas ses moqueries dans sa Défense de mon oncle, le décrivant comme un « mazarinier ridicule ». L'attaque était injuste, car s'il se soumet au parti dévôt après 1802, expurgeant les notes audacieuses de son Hérodote, Larcher est encore à cette date un philosophe, ami de d'Holbach.
Son Mémoire sur Venus, ouvrage archéologique et mythologique, lui valent en 1778 un fauteuil à l'Académie des inscriptions et belles-lettres.
L'ouvrage le plus important de Larcher est sa traduction d'Hérodote (1786), monument d'érudition, à laquelle il travailla quinze années durant, particulièrement apprécié pour ses annotations historiques, géographiques, et chronologiques, enrichies d'abondantes illustrations, qui connaîtront les honneurs d'une publication à part.
Ses contemporains lui attribuaient la jouissance d'une fortune considérable, qui l'aurait dispensé de toute charge ou office ; Jean-François Boissonnade affirme cependant dans sa Notice sur la vie et les écrits de Pierre Larcher, avoir été son assistant à la Faculté des Lettres de Paris, nouvellement créée par l'Empereur, à partir de 1809, année où Pierre Henri Larcher est également devenu docteur ès lettre par « équivalence ». Il a enseigné la littérature grecque dans cette université.

## Œuvres
- Électre d'Euripide, (trad.), Paris, Cailleau, 1751
- Lettres d'une société ou remarques sur quelques ouvrages nouveaux, 1751.
- Discours sur la poésie pastorale de Pope (trad.), 1752
- Histoire des amours de Chéréas et de Callirhoë (trad.), Paris, Ganeau, 1763, 2 vol.
- Mémoire où l'on cherche à prouver que la harangue en réponse à la lettre de Philippe n'est pas de Démosthène
- Supplément à la philosophie de l'histoire de feu M. l'abbé Bazin, nécessaire à ceux qui veulent lire cet ouvrage avec fruit, Amsterdam, Changuin, 1767
- Mémoire sur Vénus, auquel l'Académie royale des Inscriptions & Belles-lettres a adjugé le prix de la Saint Martin, Paris, Valade, 1775
- Histoire d'Herodote, Paris, Musier, 1786
- Essai sur la chronologie d'Hérodote et du canon chronologique, sd
- Histoire de Martinus Scriblérus, de ses ouvrages & de ses découvertes, 1755

## Distinctions
- Membre de l'Institut
- Officier de la Légion d'honneur
- Membre de l'Académie des Sciences de Dijon
- Membre de la Société des observateurs de l'homme